# Акой (Кокпектинський район)
Ако́й (каз. Ақой) — село у складі Кокпектинського району Абайської області Казахстану. Входить до складу Кокжайицького сільського округу.
Населення — 202 особи (2021; 282 у 2009, 396 у 1999, 567 у 1989).
Національний склад станом на 1989 рік:
- казахи — 55 %
- росіяни — 39 %

До 1994 року село називалося Олеговка.